# 櫻井翔
櫻井 翔（さくらい しょう、1982年〈昭和57年〉1月25日 - ）は、日本のアイドル、タレント、俳優、歌手、作詞家、司会者、キャスター、男性アイドルグループ嵐のメンバー。愛称は、翔くん、翔ちゃん。
群馬県前橋市生まれ、東京都港区育ち。STARTO ENTERTAINMENTと個人エージェント契約。嵐としては株式会社嵐に所属し、STARTO ENTERTAINMENTとグループエージェント契約。戸籍上の表記は旧字体が含まれた櫻井だが、常用外漢字等の使用に制限がある一部メディアでは、新字体かつ旧芸名の桜井翔と表記される。

## 概略
1999年に嵐のメンバーとしてデビューしてから約半年後、大学に進学。芸能活動を続けながら慶應義塾大学経済学部を卒業した後は嵐での活動と並行して個人の活動を徐々に増やしつつ、キャスターや司会者など活動の幅を広げている。2010年代から、CM起用社数ランキングなど企業の発表するさまざまなランキングで上位の常連となっている。

## 略歴

### 生い立ち
1982年1月25日（月曜日）、群馬県前橋市に生まれる。父親は、実業家の桜井俊。祖父にジャーナリスト・実業家の桜井三男がいる。名前の「翔」は、母が好きだった作家の柴田翔に由来する
。1988年4月、慶應義塾幼稚舎（小学校）入学と同時に東京都港区へ移住し、以来8個の習い事を掛け持ちする。当時は本人にとって学校が全てであり、自由時間は無に等しかった。小学校はバスを2つ乗り継いで通っており、両親が共働きだったため学童保育に行っていた。
Jリーグが開幕した小学5年時には地元のサッカークラブチームに入り、一時は真剣にブラジルへ留学することを考え自ら資料を集めるほどサッカーにのめり込む。小学校高学年の2年間、部活動でラグビー部に所属しており、ポジションはスクラムハーフだった。1994年4月、慶應義塾普通部（中学校）入学。
慶應義塾普通部（中学校）2年の時、ジャニーズ事務所に自ら履歴書を送り、1995年10月22日からジャニーズJr.（以下Jr.）としての活動を開始する。

### 芸能活動開始、ジャニーズJr.として
1996年放送の『それ行けKinKi大放送』に「それ行けトリオ」として出演。1997年4月、慶應義塾高等学校入学。1997年に今井翼とJr.内ユニット「翼翔組」を結成した。Jr.の活動においては、試験の1ヶ月前からは仕事も休むなど、父親の計らいから無遅刻無欠席を貫き学業を優先することを徹底していた。そのためステージで踊る場所が後列になったり、仕事に呼ばれなくなったりということがあった。元Jr.いわく、当時の睡眠時間は3時間くらいで毎朝4時に起き前日の授業の復習をして、楽屋でもいつも参考書片手に勉強していたとのこと。同じように試験で活動を休んでいた高校3年の6月、事務所社長からバレーボールワールドカップのイメージキャラクターをやらないかという依頼を受けて承諾したが、それがアイドルグループ「嵐」の結成・参加となった（当時のJr.には一時的な企画ユニットが多く存在しており、当初は「嵐」も一時的な企画ユニットだと本人は思っていたとのこと）。当初は高校を卒業したらJr.を辞めようと考えており、高校3年の1月の試験が終わったら4月の大学入学まで海外留学を考えていた。

### 「嵐」結成、学業との両立
1999年11月3日、慶應義塾高等学校3年の時、嵐のメンバーとして「A・RA・SHI」でCDデビューを果たす。翌2000年の4月、慶應義塾大学経済学部に進学する。2003年1月、日本テレビ『よい子の味方 〜新米保育士物語〜』で連続テレビドラマ初主演を果たす。2004年3月に大学を卒業。幼稚舎から大学まで16年で留年をせずに卒業した。

### 個人活動の拡大
2004年12月、『WEST SIDE STORY』でミュージカル初主演を果たす。2006年1月-2月、初の全国ソロコンサートツアーを開催する。同年7月、『ハチミツとクローバー』で映画単独初主演を果たす。同年10月、日本テレビ系列の深夜のニュース番組『NEWS ZERO』（現：『news zero』）の月曜キャスターに就任（これ以降のニュースキャスターとしての活動については#ニュースキャスターとしてを参照）。
2008年4月10日、ジャニーズ事務所公式モバイルサイトJohnny's webにて個人ブログ『オトノハ』開始。
2008年6月1日、『ARASHI Marks 2008 Dream-A-live』ナゴヤドームでのコンサート2日目リハーサル中にステージから転落し右手の親指を骨折。このほか右半身を強く打ち、足や腰を打撲し全治1ヶ月と診断されるが、ギプスをして当日のコンサートに出演した。
2010年1月27日、マガジンハウスが発行する『an・an』1693号に、自身のセミヌードが掲載される。当時、通常20万部の発行部数を2倍以上の44万3000部に増刷して発売したが全国の書店で完売店が相次ぎ、7万部重版された。『an・an』が重版されたのは創刊以来初である。
2013年4月11日、TBS系列『ひみつの嵐ちゃん!』の後継番組である、自身と有吉弘行がメインMCを務めるTBSテレビ『今、この顔がスゴい!』（現：『櫻井・有吉 THE夜会』）の放送が開始。同年7月、シンガポールのラッフルズ・ホテルに宿泊した著名人の写真を飾る「Hall Of Fame」に、日本の男性芸能人として初めて櫻井の写真が掲出される。
2017年8月26日・27日、日本テレビ系列『24時間テレビ40 告白 〜勇気を出して伝えよう〜』のメインパーソナリティーをKAT-TUNの亀梨和也、NEWSの小山慶一郎とともに務めた。
2018年・2019年、毎年12月31日に放送される『NHK紅白歌合戦』の白組司会を第69回・第70回と2年連続で務めた。嵐のメンバー個人が2年連続で紅白歌合戦白組司会を務めるのは櫻井が初である。なお、2回とも嵐が大トリを担当したため、美空ひばり、相葉雅紀についで史上3人目の司会・大トリ兼任者となった。
2021年1月16日、日本テレビ系列『嵐にしやがれ』の後継番組で、自身がMCを務める『1億3000万人のSHOWチャンネル』が放送開始。同年6月23日、NHK東京2020オリンピック・パラリンピック放送スペシャルナビゲーターに相葉雅紀と共に就任した。
2021年9月28日、公式ファンクラブサイトで結婚を公表。同日、同じ嵐のメンバーの相葉雅紀も結婚を発表した。9月5日までNHK東京2020オリンピック・パラリンピック放送スペシャルナビゲーターを務めあげてから、27日までに別々の日に婚姻届を提出した。
2022年11月18日、福澤諭吉『学問のすゝめ』刊行150年を記念し慶應義塾長の伊藤公平との対談動画が、慶應義塾ガクモンノススメ特設ページ、YouTubeにて公開された。
2022年12月31日、『第73回NHK紅白歌合戦』で新設されたスペシャルナビゲーターに就任、ゲスト審査員を務めた松本潤と共演した。
2023年1月1日、文化庁が京都に移転し業務開始するにあたり、日本の文化や京都に関してを語る新春特別対談を西脇隆俊京都府知事と行った。
2023年2月15日、第1子が誕生したことをジャニーズ事務所を通じて報告した。
2023年4月14日 - 5月24日、六本木ミュージアムにて個人初の展覧会「櫻井翔 未来への言葉展 SHO SAKURAI：WORDS FOR THE FUTURE」を開催。
2023年5月20日、日本ラグビーフットボール協会が日本代表の認知度向上及び大会の機運醸成等を図るために新設した「ジャパンラグビーアンバサダー2023」に就任した。
2024年4月10日、個人の公式サイトを仕事の依頼や問い合わせ窓口として開設した。またSTARTO ENTERTAINMENTとエージェント契約を結んだことを『news zero』の取材で公表した。
2024年5月30日、慶應義塾幼稚舎創立150周年記念式典が開催され、「ペンの指す方へ」（作詞：櫻井翔、作曲：千住明）を150周年式典合唱団および幼稚舎生全員で合唱した。指揮を務めた千住明と櫻井も登壇しスピーチをした。
2025年4月2日、個人公式Instagramを開設した。

## 人物
企業が発表するランキングの上位にたびたび名前が挙がる芸能人の一人であるが、「恋人にしたい男性有名人ランキング」での首位獲得について本人は、2013年4月11日放送の『はなまるマーケット』に出演した際に「30代にもなると冷静にうけとめられました」と述べている。
エレクトーンは3歳から小3まで、ピアノは小4から中1まで、他にトロンボーン、トランペットを習っていたことがあり、NHK紅白歌合戦や24時間テレビ等テレビ番組や、ドラマ劇中でピアノ演奏を行っている。コンサート『How's it going? SUMMER CONCERT 2003 』では「Blue」、「ARASHI Anniversary Tour 5×20」では「アオゾラペダル」の伴奏をした。2015年のインタビューでも、ピアノの練習を続けていることを明かしている。中学2年頃より下北沢のギター教室に通っており、1998年、小原裕貴、大野智、今井翼、川野直輝と「ZEUS」というバンドを組み、自身はギターを担当した。『ARASHI SUMMER 2002 HERE WE GO!』では「ホットケーキミックス」でギターの弾き語りをした。また『ARASHI LIVE TOUR 2015 Japonism』『ARASHI “Japonism Show” in ARENA』のソロ曲演奏の為、ドラマーの石川直に師事を受けスネアドラムを習得した。
愛読書は辺見庸の「もの食う人びと」。好きな漫画は「サンクチュアリ」「あれよ星屑」「少年イン・ザ・フッド」。
愛用時計は、ジャガー・ルクルトのレベルソなど。レベルソは2022年時点で15年ほど使っていると明かしている。

### ニュースキャスターとして
大学在学時に起こったアメリカ同時多発テロ事件をきっかけに、報道の仕事に携わりたいという考えを持ち始める。2006年10月2日より『NEWS ZERO』月曜キャスターに就任。また、オリンピック開催時に日本テレビ系で放送される特別番組では、『2008北京オリンピック』から、『2010バンクーバーオリンピック』、『ロンドンオリンピック2012』、『2014ソチオリンピック』、『2016リオデジャネイロオリンピック』、『2018平昌オリンピック』まで6大会連続でキャスターを務めた。2020年に嵐で就任予定だったNHK東京2020オリンピック・パラリンピック放送スペシャルナビゲーターは翌年に櫻井と相葉のみ就任した。2021年12月13日、『2022北京オリンピック』の日本テレビスペシャルキャスターをすることが発表された。2024年7月13日、『2024パリオリンピック』の日本テレビメインキャスターをすることが発表された。
2010年1月には、国際原子力機関事務局長の天野之弥と対談した。同年、『24時間テレビ「愛は地球を救う」』の企画で、元ソビエト連邦大統領・ノーベル平和賞受賞者のミハイル・ゴルバチョフにインタビューした。
キャスターの仕事について、櫻井は「他の仕事との優劣は全くないけど、仕事をしていくモチベーションになっていることは間違いない」と語っている。また、『news zero』での自らの存在意義について、「嵐の櫻井翔が出ているから」ということでニュース番組を見たり、ニュースに関心を持ったりする人がいる事だと語っている。2018年4月23日、毎日新聞のインタビューにて、かつては「報道をやりたい」「音楽番組の司会をやりたい」と将来を考えていたが、今は将来を思い描かず目の前のことに100％の力で向き合うことに注力していると答えている。「news zero」内の企画でユニバーサルマナー検定2級を満点で合格した。
Newsweek日本版2021年3月16日号 特集：『3.11の記憶 東日本大震災から10年』に1万字の長編ドキュメントを寄稿した。
Newsweek日本版2021年12月14日号特集：『真珠湾攻撃･日米開戦80年 戦争の記憶』特集に『前編 櫻井翔と「戦争」戦没した家族の記憶』、Newsweek日本版2021年12月21日号特集：『真珠湾攻撃･日米開戦80年 戦争の記憶』特集に『後編 櫻井翔と「戦争」戦没した家族の記憶』に2万5000文字の長編ドキュメントを寄稿した。後編には日本近代史家の秦郁彦へのインタビューを行っている。
ジャニー喜多川性加害問題について、2023年5月29日『news zero』の放送にて、「臆測で傷つく人たちがいる。」「被害を訴える方々ならびに、本日提出した署名をした皆さんの思いを重く受け止め、二度と、このような不祥事が起こらない体制を整えなければならないと思います。」と応えた。

### 交友関係・エピソード
芸能人で交流があるのは俳優の妻夫木聡、佐藤隆太など。妻夫木と櫻井は『天国に一番近い男』の共演後に意気投合し、かつては毎日のようにカラオケに行っていたという。
中曽根康隆衆議院議員とは6歳から学校が同じで幼馴染である。
フットサルのバルドラール浦安所属の時煒選手とは中学時代にサッカー試合で対戦、大学で再会して以降、親交が続いている。
建築家の安藤忠雄とはCasa BRUTUS2010年9月号の往復書簡で親交を深め、『未来に生きる建築家 安藤忠雄の挑戦2016』、『安藤忠雄 青春トーク2025』でナレーションを務めた。
大学の同級生にラグビー日本代表キャプテンを務めた廣瀬俊朗がおり、2013年10月28日放送の『NEWS ZERO』で対談をしている。また、グルメエンターテイナーであるフォーリンデブはっしーとは普通部(中学校)からの同級生である親友であり、プライベートでは「さくしょう」「あきら」と呼び合う仲である。なお、「サクショウ」とは小学校時代からの友達にも呼ばれているニックネームである。
DREAMS COME TRUEと親交があり、2019年3月21日放送の『DREAMS COME TRUEのオールナイトニッポンGOLD』にサプライズ出演した。また2021年11月15日放送の『news zero』で鼎談をした。
本人が主演を務めた映画『神様のカルテ』の深川栄洋監督は、彼の特性を「キレない強さ」だと評し、「（彼は）自身が傷つくことを恐れないし、我慢して考え抜けば必ず自分の糧、太い筋肉になると知っていて、そのための努力ができる人」と語っている。また、本人が主演を務めたフジテレビ系ドラマ『家族ゲーム』の稲田秀樹プロデューサー曰く、「普段からジャーナリスティックな視点で物事を見ている」とのこと。更に本人が主演を務めたフジテレビ系ドラマ『家族ゲーム』で共演した俳優の神木隆之介からは「先生」と呼ばれている。
2012年にテレビ番組で櫻井と対談した当時の日本代表サッカー選手である長友佑都は、櫻井の印象について「櫻井さんはすごくインタビュー上手で話しやすかったよ。色んな人にインタビューして頂く機会があったけど、櫻井さんは特に話しやすかったな。さすがやね。」と語っている。また、同じくテレビ番組の企画で2015年に櫻井と対談した当時の日本代表サッカー選手であり、慶應義塾大学の後輩でもある武藤嘉紀は、「とても刺激を受けた。話をしていて、人を惹きつける力を持っている方。自分もそういう力を自然と出せるようになりたい」と語っている。

### 価値観

#### 嵐に対する考え方
「（自分は）嵐でなければ何もできない。嵐だからというのが僕らの存在理由。」と考えており、「仲がいい嵐を好きな人が多いから、これからも仲良くし続けるということにはしたくない。クリエイティブなことをしていく中で、肩を一緒にくんでいる感じがいい状態だと思っている。」と語っている。また、「将来的には『嵐』という木の幹を太くして、成熟した大人のグループになっていくと同時に、見る人の心を温めるようなグループになっていきたい、そしてそのためにも今後もずっと嵐のメンバーであり続けたい。」とも語っている。
2019年1月27日の嵐の活動休止に関する記者会見では、「無責任じゃないかという指摘もあるのでは?」と記者から質問されたが、「我々からの誠意は、およそ2年近くの期間をかけて、感謝の思いを伝えていく期間を設定した。これが我々の誠意です。その姿勢と行動をもって、それが果たして無責任かどうかというのを判断していただけたらと思います」と回答した。質問をした記者に対してはインターネット上で「失礼」との批判が噴出したが、一方で櫻井の対応を称賛する声も多々あった。本人は日本テレビ系ニュース番組『news zero』に出演した際に「あのご質問をいただいたおかげで、結果としてきちんと我々の思いの丈が温度をのせて伝えることができた」と述べている。

#### 恋愛観
好きだから一緒にいたいという気持ちが恋愛の全てだという恋愛観を持っている。2013年4月11日放送の『はなまるマーケット』出演時には、「お互いが成長する関係とお互いに刺激を受ける関係とか言うけど。あれ、いらない!」「好きだから一緒にいるわけで、一緒にいたいから一緒にいるという動機しかない。成長を求めることはない」と持論を語った。また、結婚については「結婚することで安定が得られるというのはまやかし。期待しないくらいがちょうどいい。」と述べている。

## 受賞歴
- 第5回 日刊スポーツ ドラマグランプリ 新人賞 『天国に一番近い男』（2001年）
- GQ メン・オブ・ザ・イヤー 2009（2009年）
- 第21回 TV LIFE年間ドラマ大賞 主演男優賞 『謎解きはディナーのあとで』（2012年）
- 第17回 日刊スポーツ ドラマグランプリ・春ドラマ 主演男優賞 『家族ゲーム』（2013年）[132]
- 第77回 ザテレビジョンドラマアカデミー賞 主演男優賞 『家族ゲーム』（2013年）[133]
- 第23回 TVLIFE年間ドラマ大賞2013 主演男優賞 『家族ゲーム』（2014年）
- 第25回 日刊スポーツ・ドラマグランプリ・春ドラマ 主演男優賞 『ネメシス』（2021年）[134]

## 音楽

### ソロ曲

#### CD収録曲
- 夢でいいから -『One』収録
- Can't Let You Go -『Time〈初回限定盤〉』収録
- Hip Pop Boogie -『Dream "A" live〈初回限定盤〉』収録
- T.A.B.O.O -『僕の見ている風景』収録
- このままもっと -『Beautiful World』収録
- Fly on Friday -『Popcorn』収録
- sugar and salt -『LOVE』収録
- Hey Yeah! -『THE DIGITALIAN』収録
- Rolling days -  『Japonism』収録
- Sunshine -『Are You Happy?』収録

#### CD未収録曲
- Touch Me Now - ライブビデオ『How's it going? SUMMER CONCERT 2003』収録。
- Unti Unti - ライブビデオ『2004 嵐!いざッ、Now Tour!!』収録。
「Anti Anti」のスペルミスであることが分かり、『凱旋記念公演 ARASHI AROUND ASIA+ in DOME』以降は題名が訂正された。
- Hip Pop Boogie Chapter II - ライブビデオ『ARASHI BLAST in Miyagi』収録。2022年10月14日にJohnny's net オンラインで配信された『Sho Sakurai radio 音声生配信』にてオンエアされ、2023年1月15日まで嵐のファミリークラブ内にて配信された。

#### カバー曲
- フランキー・ヴァリ「CAN'T TAKE MY EYES OFF OF YOU」 - ライブビデオ『スッピンアラシ』収録。
- 北島三郎 「与作」[注 10] - ライブビデオ『スッピンアラシ』収録。
- 小沢健二 featuring スチャダラパー「今夜はブギー・バック」 - ライブビデオ『ALL or NOTHING』収録。
- 嵐「とまどいながら」 - ライブビデオ『ARASHI Anniversary Tour 5×10』収録。
- 嵐「Re(mark)able」 - ライブビデオ『ARASHI アラフェス NATIONAL STADIUM 2012』収録。

### ユニット曲

#### CD収録曲
- バズりNIGHT（相葉雅紀・大野智・櫻井翔）-『「untitled」〈通常盤〉』収録
- Come Back（松本潤・櫻井翔）-『「untitled」〈通常盤〉』収録

### 参加楽曲
- 木更津キャッツアイ feat. MCU「シーサイド・ばいばい」（2006年10月25日）

### 手がけたラップ
m-flo・VERBALに勧められ、自らリリックを書くようになったのはアルバムでは2002年発売の『HERE WE GO!』、シングルでは2003年発売の『君がいいんだ』以降である。以来、嵐の曲と自身のソロ曲のラップ詞は、シングル『夏疾風〈初回限定盤〉』収録曲「After the rain」を除き、全て自身が手がけている。自身が作詞し曲中で唄うラップ部分は総称してサクラップと呼ばれている。

#### シングル収録曲
- とまどいながら（2003年2月13日）
  - 君がいいんだ
- ハダシの未来/言葉より大切なもの（2003年9月3日）
  - 言葉より大切なもの
- PIKA★★NCHI DOUBLE（2004年2月18日）
  - PIKA★★NCHI DOUBLE
  - 五里霧中
- サクラ咲ケ（2005年3月23日）
  - サクラ咲ケ
- WISH（2005年11月16日）
  - 二人の記念日（初回限定盤のみ）
- きっと大丈夫（2006年5月17日）
  - きっと大丈夫
  - NA! NA! NA!!（通常盤のみ）
- Love so sweet（2007年2月21日）
  - いつまでも
- We can make it!（2007年5月2日）
  - We can make it!
  - Di-Li-Li
  - Future（初回限定盤のみ）
- Happiness（2007年9月5日）
  - Still...
- Step and Go（2008年2月20日）
  - Step and Go
  - COOL & SOUL for DOME07（Special Cu[9]bic Boxのみ）
- truth/風の向こうへ（2008年8月20日）
  - 風の向こうへ
- Believe/曇りのち、快晴（2009年3月4日）
  - Believe
- マイガール（2009年11月11日）
  - 時計じかけのアンブレラ
- Monster（2010年5月19日）
  - スパイラル
- Lotus（2011年2月23日）
  - Boom Boom（通常盤のみ）
- 迷宮ラブソング（2011年11月2日）
  - うたかた（通常盤のみ）
- ワイルド アット ハート（2012年3月7日）
  - ふたりのカタチ（通常盤のみ）
- Face Down（2012年5月9日）
  - Face Down
- Bittersweet（2014年2月12日）
  - Sync（通常盤のみ）
- I seek/Daylight（2016年5月18日）
  - Daylight
- I'll be there（2017年4月19日）
  - unknown（通常盤のみ）
- BRAVE（2019年9月11日）
  - BRAVE

#### アルバム収録曲
- HERE WE GO!（2002年7月17日）
  - Theme of ARASHI
  - ALL or NOTHING Ver.1.02
- How's it going?（2003年7月9日）
  - Crazy groundの王様
  - Lucky Man
  - パレット
- いざッ、Now（2004年7月21日）
  - The Bubble
  - EYES WITH DELIGHT
  - RIGHT BACK TO YOU
- 5×5 THE BEST SELECTION OF 2002←2004（2004年11月10日）
  - La tormenta 2004（通常盤のみ）
- One（2005年8月3日）
  - Overture
  - 夏の名前
  - 素晴らしき世界
  - Yes? No?
- ARASHIC（2006年7月5日）
  - ランナウェイ・トレイン
  - Raise Your Hands
  - COOL & SOUL
  - Secret Eyes
- Time（2007年7月11日）
  - WAVE
  - Firefly
  - 太陽の世界
  - ROCK YOU
  - Cry for you
  - 風
  - LIFE
  - Can't Let You Go（初回限定盤のみ）
- Dream "A" live（2008年4月23日）
  - Move your body
  - 虹の彼方へ
  - Flashback
  - My Answer
  - Once Again（通常盤のみ）
  - Hip Pop Boogie（初回限定盤のみ）
- 5×10 All the BEST! 1999-2009（2009年8月19日）
  - 5×10
  - Attack it!（通常盤のみのシークレットトラック）
  - Re(mark)able（初回限定盤のみ）
- 僕の見ている風景（2010年8月4日）
  - movin' on
  - マダ上ヲ
  - T.A.B.O.O
  - let me down
  - 空高く
  - Summer Splash!
- Beautiful World（2011年7月6日）
  - Rock this
  - まだ見ぬ世界へ
  - Hung up on (大野智ソロ曲)
  - Joy
  - このままもっと
  - エナジーソング〜絶好調超!!!!〜（セブンネットオリジナル盤のみ収録）
- ウラ嵐マニア（2012年9月20日・21日限定発売）
  - スケッチ（二宮和也との共作）
  - Green（嵐全員で歌詞を考えて櫻井がその歌詞をまとめた、作曲はyouth case）
- Popcorn（2012年10月31日）
  - Welcome to our party
  - 旅は続くよ
  - Fly on Friday
  - Cosmos
  - Up to you
- LOVE（2013年10月23日）
  - 愛を歌おう
  - P・A・R・A・D・O・X
  - sugar and salt
  - Starlight kiss
- THE DIGITALIAN（2014年10月22日）
  - Tell me why
  - Asterisk
  - Hey Yeah!
  - Take Off !!!!!（作詞）（通常盤のみ）
- Japonism（2015年10月21日）
  - 心の空
  - 君への想い
  - Rolling days
  - イン・ザ・ルーム
- Are You Happy?（2016年10月26日）
  - Sunshine
  - To my homies
  - TWO TO TANGO（通常盤のみ）
- 「untitled」（2017年10月18日）
  - 「未完」
  - 抱擁
  - 光
  - Come Back（通常盤のみ）
- 5×20 All the BEST!! 1999-2019（2019年6月26日）
  - 5×20
- This is 嵐（2020年11月3日）
  - いつか秒針のあう頃
  - Do you...?

#### デジタルリリース曲
- Turning Up（2019年11月3日）
- A-RA-SHI : Reborn（2019年12月20日）
- a Day in Our Life : Reborn（2020年2月28日、デジタルEP「Reborn Vol.1」の1曲としてリリース）
- Party Starters（2020年10月30日）

#### CD未収録曲
- Unti Unti - JASRAC作品コード：119-1446-7、ライブビデオ『2004 嵐!いざッ、Now Tour!!』収録。
- 俺たちのソング（大野智との共作）- JASRAC作品コード：130-6653-6
- いつかのSummer - ライブビデオ『ARASHI AROUND ASIA Thailand-Taiwan-Korea』ダイジェストとして収録[注 11]。
- Hip Pop Boogie Chapter II - ライブビデオ『ARASHI BLAST in Miyagi』収録。

### 提供曲
- CRYSTAL MOMENT - KAT-TUN
  - タイトル、ラップ詞、構成を担当[140]。
- 慶應義塾幼稚舎創立150周年記念曲「ペンの指す方へ」
  - 作詞を担当[141][142]。作曲・編曲は 千住明[143]。
- 「ギリスト！」「光射す方へ」 - 上田竜也
  - 2024年2月7日に配信リリースする初EP「ギリスト！」のうち2曲の楽曲デモのセレクト、ラップのリリック制作から楽曲タイトル、レコーディングに至るまでの作業を共同で行った。

## 出演
※主演は太字表記

### テレビドラマ
- 熱血恋愛道 第9話「case.9 牡羊座のAB型BOY」（1999年3月7日、日本テレビ） - 主演・武内アキラ 役
- Vの嵐（1999年10月11日 - 29日、フジテレビ） - 櫻井翔 役
- 2000 FNS 1億2700万人の27時間テレビ夢列島 〜家族 愛 Love You〜 スペシャルドラマ「父さん」（2000年7月8日、フジテレビ） - 大村彰 役
- 天国に一番近い男 教師編（2001年4月13日 - 6月29日、TBS） - 藤堂あゆみ 役
- 少年タイヤ「青木さん家の奥さん」（2002年1月8日 - 1月29日、フジテレビ） - ショウ 役
- 木更津キャッツアイ（2002年1月18日 - 3月15日、TBS） - 中込フトシ（バンビ） 役
- よい子の味方 〜新米保育士物語〜（2003年1月18日 - 3月15日、日本テレビ） - 主演・鈴木太陽 役
- 池袋ウエストゲートパーク スープの回（2003年3月28日、TBS） - 中込フトシ（バンビ） 役（友情出演）
- 演技者。「蝿取り紙」（2003年10月14日 - 11月11日、フジテレビ） - 主演・山田陽平 役
- スペシャルドラマ「ナースマン」（2004年4月6日、日本テレビ） - 岩田正也 役
- 劇団演技者。「アンラッキー・デイズ〜ナツメの妄想〜」（2004年4月14日 - 5月12日、フジテレビ） - 主演・カントク 役
- トキオ 父への伝言（2004年8月30日 - 9月30日、NHK総合） - 主演・宮本時生 役（国分太一とW主演）
- ヤンキー母校に帰る〜旅立ちの時 不良少年の夢（2005年3月27日、TBS） - 主演・義家弘介 役
- 劇団演技者。「石川県伍参市」（2005年6月29日 - 7月27日、フジテレビ） - 主演・川瀬ジュン 役
- 世にも奇妙な物語 〜2007春の特別編〜「才能玉」（2007年3月26日、フジテレビ） - 主演・太田真和 役
- 山田太郎ものがたり（2007年7月6日 - 9月14日、TBS） -  主演・御村託也 役（二宮和也とW主演）
- 歌のおにいさん 第7話（2009年3月6日、テレビ朝日） - 櫻井翔 役（友情出演）
- ザ・クイズショウ（2009年4月18日 - 6月20日、日本テレビ） - 主演・神山悟 役
- マイガール 第10話（2009年12月11日、テレビ朝日） - 佐藤 役（友情出演）
- 最後の約束（2010年1月9日、フジテレビ） - 主演・富澤友紀夫 役
- 阪神・淡路大震災から15年 神戸新聞の7日間 〜命と向き合った被災記者たちの闘い〜（2010年1月16日、フジテレビ） - 主演・三津山朋彦 役
- 特上カバチ!!（2010年1月17日 - 3月21日、TBS） - 主演・田村勝弘 役（堀北真希とW主演）
- 謎解きはディナーのあとで（2011年10月18日 - 12月20日、フジテレビ） - 主演・影山 役
  - 謎解きはディナーのあとで スペシャル（2012年3月27日、フジテレビ） - 主演・影山 役
  - 謎解きはディナーのあとでスペシャル〜船上探偵・影山（2013年7月30日 - 8月2日、フジテレビ）- 主演・影山 役[144]
  - 謎解きはディナーのあとでスペシャル〜風祭警部の事件簿〜（2013年8月2日、フジテレビ） - 影山 役（特別出演）[145]
- もう誘拐なんてしない（2012年1月3日、フジテレビ） - 影山 役（友情出演）
- ブラックボード〜時代と戦った教師たち〜 第1夜（2012年4月5日、TBS） - 主演・白濱正平 役
- パパドル! 第1話（2012年4月19日、TBS） - 櫻井翔 役（ゲスト出演）
- 家族ゲーム（2013年4月17日 - 6月19日、フジテレビ） - 主演・吉本荒野／田子雄大 役
- 大使閣下の料理人（2015年1月3日、フジテレビ） - 主演・大沢公 役[146]
- 世界一難しい恋 第10話（2016年6月15日、日本テレビ） - 櫻井翔 役（友情出演）
- 君に捧げるエンブレム（2017年1月3日、フジテレビ） - 主演・鷹匠和也 役[147]
- 先に生まれただけの僕 （2017年10月14日 - 12月16日、日本テレビ） - 主演・鳴海涼介 役
- ノーサイド・ゲーム 最終話（2019年9月15日、TBS） - 赤木一輝 役（友情出演）[148]
- ネメシス（2021年4月11日 - 6月13日、日本テレビ） - 主演・風真尚希 役[149]（広瀬すずとW主演）
- 占拠シリーズ（日本テレビ） - 主演・武蔵三郎 役
  - 大病院占拠（2023年1月14日 - 3月18日）[150][151]
  - 新空港占拠（2024年1月13日 - 3月16日）[152][153][154]
  - 放送局占拠（2025年7月12日 - ）[155][156][157]
- 笑うマトリョーシカ（2024年6月28日 - 9月6日、TBS） - 清家一郎 役[158][159]

### 映画
- ピカ☆ンチ LIFE IS HARDだけどHAPPY（2002年） - 主演・鴨川忠（チュウ） 役
  - ピカ★★ンチ LIFE IS HARDだからHAPPY（2004年） - 主演・鴨川忠（チュウ） 役
  - ピカ☆★☆ンチ LIFE IS HARD たぶん HAPPY（2014年） - 主演・鴨川忠（チュウ） 役
- 木更津キャッツアイ 日本シリーズ（2003年） - 中込フトシ（バンビ） 役
  - 木更津キャッツアイ ワールドシリーズ（2006年） - 中込フトシ（バンビ） 役
- ハチミツとクローバー（2006年） - 主演・竹本祐太 役
- 黄色い涙（2007年） - 向井竜三 役
- ヤッターマン（2009年） - 主演・ヤッターマン1号 / 高田ガン 役
- 神様のカルテ（2011年） - 主演・栗原一止 役
  - 神様のカルテ2（2014年） - 主演・栗原一止 役[160]
- 謎解きはディナーのあとで（2013年） - 主演・影山 役
- ラプラスの魔女（2018年） - 主演・青江修介 役
- 映画ネメシス 黄金螺旋の謎（2023年） - 主演・風真尚希 役[161]（広瀬すずとW主演）
- 映画 THE3名様Ω～これってフツーに事件じゃね?!～（2024年） - 覆面男役（スペシャルゲスト）[162]

### テレビアニメ
- こちら葛飾区亀有公園前派出所 TVSP11弾（2002年1月6日、フジテレビ） - 櫻井翔 役[注 12]
- 紙兎ロペ 「謎解きはおやつのあとで」（2013年8月2日、フジテレビ） - 影山 役[163]
- 朝だよ!貝社員 「経費削減」（2017年12月8日、日本テレビ） - 鳴海涼介 役

### 舞台
- PLAYZONE '96 RHYTHM（1996年7月21日 - 8月15日）
- PLAYZONE '97 RHYTHM II（1997年7月12日 - 8月11日）
- ジャニーズ・ファンタジー KYO TO KYO（1997年8月29日、京都シアター1201）
- ジャニーズ・ファンタジー KYO TO KYO プレビュー公演（1998年3月 - 4月） - 「TOKYO浜松町」として出演。
- WEST SIDE STORY（2004年12月4日 - 12月30日青山劇場、2005年1月4日 - 1月9日大阪厚生年金会館） - 主演・トニー 役
- ビューティフル・ゲーム（2006年3月27日 - 4月15日青山劇場、2006年4月23日 - 4月26日NHK大阪ホール） - 主演・ジョン・ケリー 役

### テレビ番組

#### 現在放送中の番組
- NEWS ZERO → news zero（2006年10月2日 - 、日本テレビ） - 月曜キャスター
- 櫻井有吉アブナイ夜会→櫻井・有吉 THE夜会（2014年4月17日 - 、TBS） - MC[164]

#### バラエティ番組
- アイドルオンステージ（1995年12月3日 - 1997年3月30日、NHK BS2）
- それ行けKinKi大冒険（1996年4月7日 - 9月29日、日本テレビ）
- 愛LOVEジュニア（1996年4月8日 - 1998年9月28日、テレビ東京）
- Jr.ゴールド（1996年7月28日、1996年8月25日、TBS）
- それ行けKinKi大放送（1996年10月6日 - 1998年3月29日、日本テレビ）
- ミュージック・ジャンプ（1997年4月6日 - 1999年3月26日、NHK BS2）
- SHOW-NEN J（1997年10月7日 - 1998年9月29日、朝日放送）
- Gyu!と抱きしめたい!（1998年4月5日 - 9月27日、日本テレビ）
- BOYS BE…Jr.（1998年10月9日 - 12月18日、日本テレビ）
- 決定!全国47都道府県超ランキングバトル!!出身県で性格診断!?ニッポン県民性発表SP（2006年1月5日・9月28日・12月27日・2007年4月10日・10月4日、TBS）
- 今、この顔がスゴい!（2013年4月11日 - 2014年3月20日、TBS） - MC[37]
- 櫻井翔のジャニーズ軍VS有吉弘行の芸人軍 究極バトル“ゼウス”（2015年4月9日、2016年2月11日、2016年11月24日、TBS） - MC
- 1億3000万人のSHOWチャンネル→全国直送ニュースバラエティーSHOWチャンネル（2021年1月16日 - 2024年3月16日、日本テレビ） - MC（局長）[165]
- SHOWチャンネル大人の社会科見学SP（2024年5月12日、2024年6月22日、2024年10月27日、2024年12月30日、2025年4月5日、日本テレビ） - MC（局長）
- 櫻井信五の鬼スケ旅（2025年5月9日 - 6月13日、日本テレビ）[166][167]

#### 報道番組
- news zero拡大版 有働由美子&櫻井翔 「改元の瞬間」生中継 SP〜zero から考える新時代〜（2019年4月30日、日本テレビ）[168]
- NNN未来へのチカラ ミヤネ屋×every.×zero×バンキシャ！特別版（2021年3月11日、日本テレビ）[169]
- ZERO×選挙（日本テレビ）
  - ZERO×選挙2007（2007年7月29日） - 第二部討論プレゼンター
  - NNN総選挙特番 ZERO×選挙2009（2009年8月30日） - 第二部ナビゲーター
  - ZERO×選挙2010（2010年7月11日） - 第二部ナビゲーター
  - NNN総選挙特番 ZERO×選挙2012（2012年12月16日）
  - ZERO×選挙2013（2013年7月21日）「MY VOICE」 - コーナーを担当
  - NNN衆院選特別番組 ZERO×選挙2014（2014年12月14日） - 第一部で小泉進次郎と対談、第二部プレゼンター
  - NNN参院選特別番組 ZERO×選挙2016（2016年7月10日） - 小泉進次郎と対談、「VOTE18」、「MY VOICE」コーナーを担当
  - NNN衆院選特別番組 ZERO×選挙2017（2017年10月22日） - スペシャルプレゼンター、小泉進次郎と対談、「MY VOICE」コーナーを担当
  - NNN参院選特別番組 zero選挙2019〜アナタに迫る!新時代の大問題〜（2019年7月21日） - 有働由美子と共にメインキャスター[170][171]
  - zero選挙2021（2021年10月31日） - 有働由美子と共に第一部メインキャスター[172]
  - zero選挙2022（2022年7月10日） - 有働由美子と共に第一部メインキャスター[173]
  - zero選挙2024（2024年10月27日） - 藤井貴彦と共に第一部メインキャスター[174]
  - zero選挙2025（2025年7月20日） - 藤井貴彦と共に第一部、第二部メインキャスター[175]、第一部で小泉進次郎と対談

#### スポーツ番組
- ワールドカップバレーボール2007（2007年11月2日 - 12月2日、フジテレビ） - メインキャスター
- 2008北京オリンピックバレーボール世界最終予選（2008年5月17日 - 6月8日、フジテレビ） - メインキャスター
- 2008北京オリンピック（日本テレビ） - メインキャスター
  - The Moments-北京へと続く瞬間-（2008年4月1日 - 9月30日）
  - 北京開幕直前 さんま&櫻井翔“栄光への道SP” （2008年7月12日）
  - 北京開幕直前 さんま&櫻井翔 金メダル級のいい話SP（2008年7月19日）
- 2010バンクーバーオリンピック（日本テレビ） - スペシャルキャスター
  - 「ZERO×バンクーバー日本代表」荒川静香&櫻井翔が直前取材SP（2010年1月24日）
- 2012ロンドンオリンピック（日本テレビ） - メインキャスター
  - LONDON HEAT〜ロンドン熱視線〜（2012年4月7日 - 7月7日）
  - 明石家さんま&櫻井翔&上田晋也いざロンドンへ! 日本代表(秘)運命の日SP（2012年7月7日）
  - 櫻井翔の輝け!ニッポン!（2012年7月28日）
  - ロンドンオリンピック 2012 さんま・櫻井・上田のメダリスト生大集結!祝勝会（2012年8月13日）
- 2014ソチオリンピック（日本テレビ） - スペシャルキャスター
  - ソチオリンピック2014生中継! 櫻井翔&荒川静香メダル大予想SP（2014年2月6日）
- 2016リオデジャネイロオリンピック（日本テレビ） - メインキャスター[176]
- 2018平昌オリンピック（日本テレビ） - スペシャルキャスター[177]
- 2019ラグビーW杯日本大会（日本テレビ） - スペシャルサポーター[178]
  - ONEラグビー特別版 日本代表結団式 生中継特番 W杯に懸ける想い（2019年9月7日） - MC
  - ラグビーワールドカップ開幕直前 見ればわかるヤバいやつグランプリ（2019年9月15日） - MC
  - ラグビーワールドカップ決勝直前!もう一度見たい名シーンSP（2019年11月2日） - MC
- ラグビー応援TV ONEラグビー（2020年1月28日 - 2022年3月24日、5月21日、7月4日) 日本テレビ） - MC
- 2020年東京オリンピック・パラリンピック（2021年7月 - 9月、NHK） - スペシャルナビゲーター[179]
  - 東京2020オリンピック開幕式直前SP（2021年7月23日） - MC
  - 東京2020オリンピックまもなく閉会式（2021年8月8日） - MC
  - 東京2020オリンピックデイリーハイライト - 相葉と日替わり出演
  - 東京2020パラリンピック開幕式直前SP（2021年8月24日） - MC
  - 東京2020パラリンピックまもなく閉会式（2021年9月5日） - 中継
  - 東京2020パラリンピック閉会式（2021年9月5日） - 実況
  - 東京2020パラリンピックデイリーハイライト 相葉と日替わり出演
- 2022北京オリンピック（日本テレビ） - スペシャルキャスター[180]
- 2023ラグビーW杯フランス（日本テレビ） - スペシャルサポーター
- 2024パリオリンピック（日本テレビ） - メインキャスター

#### 音楽番組
- 日テレ系音楽の祭典 ベストアーティスト（2009年 - 、日本テレビ） - 総合司会
- 日テレ系音楽の祭典 音楽のちから2012（2012年3月7日、日本テレビ） - 総合司会
- THE MUSIC DAY（2013年 - 、日本テレビ） - 総合司会
- NHK紅白歌合戦（NHK総合・ラジオ第1）
  - 第66回（2015年12月31日） - 特別企画 震災から5年「花は咲く」 プレゼンター
  - 第69回（2018年12月31日） - 白組司会[181]
  - 第70回（2019年12月31日） - 白組司会[182]
  - 第73回（2022年12月31日） - スペシャルナビゲーター（司会）[183]
- 総決算!平成紅白歌合戦（2019年4月29日、NHK総合） - 第一部司会[184]

#### 子供向け番組
- とんでけグッチョンパ（日本テレビ）[185]

#### ナレーション
- 未来に生きる建築家 安藤忠雄の挑戦2016（2016年7月9日、TBS）
- 安藤忠雄 青春トーク2025（2025年1月12日- 全11回、MBS）[113]

#### 特別番組
- エコスペシャル地球を守る「水の魔術師」たち 砂漠の楽園ラスベガス〜 ナバホ・インディアン（2005年6月5日、日本テレビ） - MC
- ルビンの壷（2007年12月28日、フジテレビ） - MC
- ニッポニア学習帳（2008年1月2日、TBS） - MC
- NEWS ZERO特別版“映画ヤッターマン大ヒット記念SP櫻井翔密着365日”（2009年4月28日、日本テレビ）
- ZERO特別版!櫻井翔のNEXTジェネレーション（2009年5月31日、日本テレビ） - MC
- Touch! eco 2009 いま、私達にできること。ズームイン!!SUPER×NEWS ZERO（2009年6月7日、日本テレビ） - メインキャスター
- 櫻井翔×池上彰のそうか! 思わずうなる特上ニュース（2010年1月21日、TBS） - MC
- 24時間テレビ33「愛は地球を救う」「櫻井翔×ゴルバチョフ対談」（2010年8月29日、日本テレビ）
- 英国王室ウィリアム王子・キャサリン妃 世紀のロイヤルウェディング（2011年4月29日、日本テレビ金曜スーパープライム） - MC
- ZERO Cultureスピンオフ 密着! 俳優・櫻井翔 新境地に挑む（2011年8月26日、日本テレビ）
- 24時間テレビ34「愛は地球を救う」「嵐櫻井翔が見た未知の病と闘う少女と医師」（2011年8月20日、日本テレビ）
- 櫻井翔の“いま そこにいる人々”＜命の現場＞（2011年9月7日、NHK教育）
- 「復興テレビ」みんなのチカラ 3.11（2012年3月11日、日本テレビ）
- NEWS ZERO特別版 櫻井翔 世界を、取材する。（2012年11月3日、日本テレビ）[186][187]
- 原爆の日特別番組「68年目の朝〜next あなたへ〜」（2013年8月6日、広島テレビ）
- あさイチ「櫻井翔が見る終末期医療の現場〜緩和ケアの今〜」（2014年3月27日、NHK総合） - プレゼンター
- ZERO Cultureスピンオフ アイドルの今、コレカラ（2015年7月30日、日本テレビ）
- 24時間テレビ40「愛は地球を救う」（2017年8月26日 - 27日、日本テレビ） - メインパーソナリティー
- NHKスペシャル スペース・スペクタクル（NHK総合） - ナビゲーター[188]
  - プロローグ はやぶさ2の挑戦（2019年3月17日）
  - 第1集 宇宙人の星を見つけ出せ（2019年6月23日）
  - 第2集 見えた!ブラックホールの謎（2019年7月28日）
  - 第3集 はやぶさ2地球生命のルーツに迫る（2019年9月8日）
- 教科書で学べないシリーズ
  - 戦後70年特別番組 櫻井翔&池上彰 教科書で学べない戦争（2015年8月4日、日本テレビ） - MC
  - 東日本大震災から5年 櫻井翔×池上彰 教科書で学べない災害（2016年3月1日、日本テレビ） - MC
  - 櫻井翔×池上彰 教科書で学べない「ニッポンの想定外」（2018年2月6日、日本テレビ） - MC
  - 櫻井翔×池上彰 教科書で学べない「ニッポンの超難問」（2020年5月4日、日本テレビ） - MC
  - 櫻井翔×池上彰 教科書で学べない　今そこにある危機（2021年5月31日、日本テレビ） - MC
- デザインミュージアムジャパン（2022年12月10日、2023年12月10日、NHK総合、2025年5月11日、NHKEテレ） - 番組ナビゲーター[189][190]
- 超こどもの日 2100年まで生きる君へ（2024年5月6日、TBS） - 国枝慎吾密着取材VTRナビゲーター[191]
- 徹子の部屋 「戦争」を忘れない ～櫻井翔が聞く黒柳徹子の記憶～（2024年8月11日、テレビ朝日） - MC[192][193][194]
- 人生で1番長かった日（2024年10月13日、2025年2月2日、2025年6月24日、日本テレビ） - MC[195][196][197]
- TBSベストシーン映像祭～みんな泣いたドラマ＆みんな笑ったバラエティSP～（2024年12月26日、TBS） - MC[198]

- NNN各局 戦後80年プロジェクト「いまを、戦前にさせない」（2025年1月3日- 、日本テレビ） - メッセンジャー[199]
  - 真相報道バンキシャ！特別編“終末時計”を早める世界のトップたち（2025年8月15日- 、日本テレビ）[200][201]

- ドラマでクイズ！THEキリヌキ（2025年4月11日、TBS） - MC[202]
- 安藤忠雄 青春トーク2025特別編 【櫻井翔と語る『安藤建築』そして未来とはー】（2025年5月5日、MBS） - MC
- 櫻井翔のワンナイトスタディ（2025年5月22日、フジテレビ） - MC[203][204]
- 櫻井翔の幸せごぜん～NICE MORNING LIFE～（2025年8月10日、BSフジ） - MC[205][206]

### コンサート
- Johnny's Jr. 1st Concert（1998年2月1日、2月11日、2月15日）
- Johnny's Jr. Summer Concert'98（1998年7月29日 - 8月24日）
- Johnny's Jr. Winter Concert（1998年12月27日 - 1999年1月6日）
- Johnnys' Senior Junior Fresh Spring Concert'99（1999年5月2日 - 6月20日）
- Extra Storm in Winter '06 THE SHOW（2006年1月14日 - 2月4日） - 初のソロコンサート：5か所7日間11公演
  - Zepp名古屋（1月14日16:30・19:30）
  - Zepp大阪（1月20日16:30・19:30）
  - Zepp福岡（1月24日19:30）
  - Zepp福岡（1月25日19:00）
  - Zepp仙台（1月28日15:00・18:00）
  - 品川ステラボール（1月31日19:30）
  - 品川ステラボール（2月1日16:30・19:30）
  - Zepp札幌（2月4日14:00・17:00、悪天候のため中止）

### 個展
- 櫻井翔 未来への言葉展 SHO SAKURAI: WORDS FOR THE FUTURE（2023年4月14日 - 5月24日、六本木ミュージアム）
- 櫻井翔 未来への言葉展 PLAYFUL! SHO SAKURAI: WORDS FOR THE FUTURE（2024年1月18日 - 4月14日 PLAY! MUSEUM、2024年4月26日 - 6月4日 JR九州ホール、2025年2月22日-3月9日 心斎橋PARCO、2025年3月15日-3月30日 名古屋PARCO、2025年4月26日-6月10日 けんしん郡山文化センター）

### ラジオ
- ジャニーズJr.の月曜日ロールプレイング探偵団（1996年10月 - 1997年3月、文化放送）
- ジャニーズJr.アフタースクール女子高生サイコー裁判SHOW!（1996年9月16日 - 1997年4月4日、ニッポン放送）
- ジャニーズJr.アフタースクール恋の青春花吹雪（1997年10月6日 - 1998年3月27日、ニッポン放送）
- ジャニーズJr.DOKI DOKIアフタースクール（1998年4月 - 1999年10月4日、ニッポン放送）
- SHO BEAT（2002年10月5日 - 2008年3月30日、FM-FUJI）

### ラジオドラマ
いずれも朗読劇。
- Art Of Words〜櫻井翔の「人間失格」（2009年5月4日、J-WAVE）[207]
- Art Of Words〜櫻井翔の「おくのほそ道」（2009年10月12日、J-WAVE）[208]

### 配信
- 2021年慶應連合三田会大会（2021年10月17日） メインプログラム第二部 - メインナビゲーター[209][210]
- 現代を生きる私たちと『学問のすゝめ』（2022年11月18日）慶應義塾長の伊藤公平と対談
- 徹子の部屋 「戦争」を忘れない ～櫻井翔が聞く黒柳徹子の記憶～ TVer特別版（2024年8月11日、Tver限定） - MC
- timelesz project（2025年2月15日、Netflix） 最終審査司会[211][212]

### イベント
- 第80回全国高校野球選手権記念大会プレイベント（1998年8月6日、阪神甲子園球場）
- ジャニーズ大運動会（1998年10月25日）
- ジャパンラグビーリーグワン決勝 東京サンゴリアス×埼玉ワイルドナイツ（2022年5月29日） - トロフィーセレモニープレゼンター
- ジャパンラグビーリーグワン決勝 クボタスピアーズ船橋・東京ベイ×埼玉ワイルドナイツ（2023年5月20日） - トロフィーセレモニープレゼンター
- ジャパンラグビーリーグワン決勝 埼玉パナソニックワイルドナイツ―ブレイブルーパス東京 （2024年5月26日） - トロフィーデリバリー[213]
- 2024年慶應連合三田会大会（2024年10月20日、日吉記念館）- 藤井貴彦と櫻井翔の塾員スペシャルトークショー[214]
- ジャパンラグビーリーグワン決勝 東芝ブレイブルーパス東京×クボタスピアーズ船橋・東京ベイ（2025年6月1日） - トロフィーデリバリー

### 映像作品
- ジャニーズJr.ワールド（1997年7月2日） - ローソン限定販売
- 素顔2（1999年9月22日）
- 10th Anniversary CONCERT TOUR 2005 "musicmind"（2006年3月1日）
  - 初回盤A特典映像『MC-collection「limited edition-A」』
- Hey! Say! JUMP デビュー&ファーストコンサート いきなり!in 東京ドーム（2008年4月30日）
- NEWS CONCERT TOUR pacific 2007 2008 -THE FIRST TOKYO DOME CONCERT（2008年8月13日）
  - 特典映像「MC @ TOKYO DOME」（二宮と共に出演）

### CM
- 城南予備校（2005年）
- 資生堂「Uno Wデザインファイバー」（2006年）- 木更津キャッツアイとのコラボ CM
- トヨタファイナンス「暫定価格型プラン」（2007年）
- 内閣府「低炭素社会2050」（2008年）
- 郵便事業「年賀はがきキャンペーン」（2008年 - 2009年）
- エイブル（2008年 - 2011年）
- アサヒ飲料「三ツ矢サイダー」（2009年 - 2010年、2021年 - 2024年3月）[215]
- 森永乳業「pino」（2010年 - 2016年）
- 大塚製薬「オロナミンCドリンク」（2011年 - 2015年）
- アメリカンファミリー生命保険会社→アフラック生命保険（2011年 - 2024年3月）
- 味の素冷凍食品「ギョーザ」（2011年 - 2021年）
- ベネッセコーポレーション「進研ゼミ中学講座」（2011年 - 2013年）
- ジェイアイエヌ（2012年 - 2014年）
- 花王
  - エッセンシャル（2014年 - 2016年）
  - めぐリズム（2016年 - 2021年）
- ローソン （2014年 - 2015年）
- 森永製菓
  - inゼリー（2015年 - ）
  - ミルクココア（2015年 - 2021年）
  - カレ・ド・ショコラ（2023年 - ）[216]
- 三井不動産グループ（2018年 - 2023年4月）
- アサヒビール 「新・クリアアサヒ」（2019年 - 2021年）
- 大正製薬「クラリチンEX」（2020年 - 2024年3月）（2024年1月 -）[217][218][219]
- 日本航空（2021年 - 2024年）[220]
- ジャストシステム「スマイルゼミ」（2021年 - 2022年11月）[221]
- メニコン「Lactive」（2022年3月 - ）[222][223]
- ハウス食品「バーモントカレー」（2023年 - 2024年3月）[224]
- TENTIAL「疲労回復パジャマBAKUNE」（2024年11月 - ）[225]

## 書籍
- 木更津キャッツアイ日本シリーズ公式メモリアルブック（2003年10月、マガジンハウス）ISBN 978-4-8401-0869-0
- 木更津キャッツアイワールドシリーズ公式メモリアルブック（2006年10月、マガジンハウス）ISBN 978-4-8387-1697-5
- ハチミツとクローバー film story (コバルト文庫) （2006年6月、集英社）ISBN 978-4-08-600782-5
- ハチミツとクローバー PHOTO MAKING BOOK（2006年7月、集英社）ISBN 978-4-08-102063-8
- 映画「ヤッターマン」オフィシャル・ヴィジュアル・ブック（2009年3月、角川メディアハウス）ISBN 978-4-04-894920-0
- 櫻井翔&堀北真希 ドラマ「特上カバチ!!」Photo Book（2010年2月、講談社）ISBN 978-4-06-379428-1
- 神様のカルテ 公式メモリアルフォトブック（2011年7月、小学館）ISBN 978-4-09-103221-8

### 雑誌連載
- 櫻井翔のケンチクを学ぶ旅。（『Casa BRUTUS』2011年3月号 - ）
- 家族ゲーム × ananコラボ連載「Show♡me」（『anan』2013年4月No.1852 - 2013年6月号）
- 家族ゲーム × TV LIFEコラボ連載「家庭教師の吉本です -カテキョー役のサクライです-」（『TV LIFE』2013年9号 - ）
- 先に生まれただけの僕×ananコラボ連載「Hi!School SHO」（『anan』2017年10月号 - ）
- 先に生まれただけの僕×公式連載「必翔講座」（『週刊ガイド』2017年10月号 - ）